# No es lo mismo
No es lo mismo é o sexto álbum de estúdio do cantor espanhol Alejandro Sanz, lançado em 2003.

## Faixas
Todas as faixas escritas e compostas por Alejandro Sanz. 
| N.º | Título                              | Duração |  |
| 1.  | "No Es Lo Mismo"                    | 6:04    |  |
| 2.  | "Hoy Llueve, Hoy Duele"             | 4:52    |  |
| 3.  | "He Sido Tan Feliz Contigo"         | 3:52    |  |
| 4.  | "Try To Save Your S'ong"            | 3:41    |  |
| 5.  | "Eso"                               | 4:17    |  |
| 6.  | "Labana"                            | 5:28    |  |
| 7.  | "Sandy A Orilla Do Mundo"           | 3:27    |  |
| 8.  | "12 Por 8"                          | 4:40    |  |
| 9.  | "Al Olvido Invito Yo"               | 4:21    |  |
| 10. | "Regálame La Silla Donde Te Esperé" | 4:50    |  |
| 11. | "Lo Diré Bajito"                    | 4:33    |  |
| 12. | "Sí, He Cantado Mal"                | 0:21    |  |

## Prêmios
| Ano  | Categoria                                                   | Título         | Resultado |
| ---- | ----------------------------------------------------------- | -------------- | --------- |
| 2004 | Grammy Latino por Gravação do Ano                           | No Es Lo Mismo | Ganhou    |
| 2004 | Grammy Latino por Álbum do Ano                              | No Es Lo Mismo | Ganhou    |
| 2004 | Grammy Latino por Canção do Ano                             | No Es Lo Mismo | Ganhou    |
| 2004 | Grammy Latino por Melhor Álbum Vocal Pop masculino do Ano   | No Es Lo Mismo | Ganhou    |
| 2004 | Grammy Latino por Melhor Engenharia de Gravação de um Álbum | No Es Lo Mismo | Ganhou    |
| 2004 | Grammy Latino por Melhor Álbum Pop Latino                   | No Es Lo Mismo | Ganhou    |